# La última cacería (película)
La última cacería (The Last Manhunt en la versión original) es una película del oeste estadounidense, estrenada en 2022. Está dirigida por Christian Camargo y escrita por Thomas Pa'a Sibbett a partir de una historia de Sibbett y Jason Momoa. Momoa también es el productor ejecutiva. La película está protagonizada por Martin Sensmeier como Willie. En mayo de 2022 inauguró el Festival Internacional de Cine de Pioneertown.
Saban Films adquirió los derechos mundiales de la película en junio de 2022. Otras películas han contado la leyenda de los Paiute, entre ellas Tell them Willie Boy Is Here, protagonizada por Robert Redford.

## Argumento
La película sigue a un hombre paiute llamado Willie Boy, que cruza el desierto después de la muerte accidental del padre de Carlota. La culpa recae sobre la joven pareja y son perseguidos por un grupo de indígenas en busca de justicia.

## Reparto
| - Martin Sensmeier como Willie Boy - Mainie Kinimaka como Carlotta - Zahn McClarnon como William Johnson - Lily Gladstone como Marie - Raoul Max Trujillo como Hyde - Brandon Oakes como Segundo | - Christian Camargo como el sheriff Wilson - Wade Williams como Reche - Jaime Sives como Ben - Justin Campbell como Toutain - Mojean Aria como Randolph - Amy Seimetz como Clara True | - Charlie Brumble como Knowlin - Skyler Anselmo como aldeano - Cardenal Tantoo como taza de té - Tim Delano como Ben #2 - Jason Momoa como Big Jim |